# Cái chết nhiệt của vũ trụ
Cái chết nhiệt của vũ trụ là giả thuyết về số phận cuối cùng của vũ trụ, trong đó vũ trụ đã giảm đến một trạng thái không có năng lượng nhiệt động lực học tự do và do đó không còn có thể duy trì chuyển động hay cuộc sống. Cái chết nhiệt không bao hàm bất kỳ nhiệt độ đặc biệt tuyệt đối, nó chỉ đòi hỏi rằng sự khác biệt nhiệt độ hoặc quá trình khác không còn có thể được khai thác để thực hiện công. Trong ngôn ngữ của vật lý học, vũ trụ đã đạt đến entropy ngẫu nhiên tối đa. Các giả thuyết về cái chết của nhiệt xuất phát từ những ý tưởng năm 1850 của William Thomson, Huân tước Kelvin, người suy luận quan điểm của lý thuyết về nhiệt như mất năng lượng cơ học trong tự nhiên như thể hiện trong hai định luật đầu tiên của nhiệt động lực học các quá trình trong vũ trụ.
Thuyết cái chết nhiệt cho rằng vũ trụ sẽ đi vào một trạng thái entropy tối đa trong đó mọi thứ cuối cùng sẽ phân bố, và không có các gradient — là những thứ cần thiết để duy trì quá trình thành tạo, một hình thức của cuộc sống. Viễn cảnh cái chết nhiệt tương thích với cả ba mô hình vũ trụ, nhưng đòi hỏi rằng vũ trụ sẽ phải đạt đến một nhiệt độ tối thiểu cuối cùng. Viễn cảnh này hiện được chấp nhận rộng rãi nhất bên trong cộng đồng khoa học.